# Mu Piscis Austrini
Mu Piscis Austrini (μ PsA / 14 Piscis Austrini) es una estrella de magnitud aparente +4,50 en la constelación de Piscis Austrinus.
De acuerdo a la nueva reducción de los datos de paralaje de Hipparcos (24,01 ± 0,97 milisegundos de arco), se encuentra a 136 ± 6 años luz del sistema solar.
Antes catalogada como estrella blanca de la secuencia principal A2V, actualmente se considera que Mu Piscis Austrini es una subgigante de tipo espectral A1.5Vn.
Con una temperatura efectiva de 8907 K, es 20,5 veces más luminosa que el Sol.
Su radio es un 70% más grande que el radio solar y gira sobre sí misma a la enorme velocidad de 307,7 km/s, 150 veces más deprisa que el Sol.
De hecho, en un estudio entre más de 250 estrellas de características similares, Mu Piscis Austrini es la segunda con mayor velocidad de rotación proyectada, siendo sólo superada por 17 Pegasi.
Por otra parte, no presenta exceso de emisión infrarroja a 24 μm indicativa de la presencia de un disco circunestelar de polvo.
Pobre en metales, su abundancia relativa es una cuarta parte de la del Sol, su índice de metalicidad [M/H] es igual a -0,62.
Con una masa de 2,2 masas solares, tiene una edad de 245 millones de años.
Aunque en el pasado se pensó que Mu Piscis Austrini era una estrella variable —recibiendo incluso la denominación de variable HU Piscis Austrini—, hoy dicha variabilidad parece descartada.